# Nisza św. Antoniego w Valletcie
Nisza św. Antoniego (malt. Niċċa ta' Sant Antnin, ang. Niche of St. Publius) – zabytkowa rzeźba w Valletcie. Umieszczona jest na rogu budynku u zbiegu ulic Triq Sant' Ursola i Triq San Gwann na ścianie Kościół Najświętszej Marii Panny w Valletcie (malt. Knisja ta' Ġieżu).
Statua przedstawia św. Antoniego z Dziecięciem Jezus na rękach oraz z typowymi atrybutami, książką i lilią. Pierwotna rzeźba została wykonana około 1745 roku przez Marco Montebello. Uległa ona zniszczeniu podczas działań wojennych w czasie II wojny światowej. Obecnie istniejąca kopia pochodzi z 1970 roku. 
Obiekt jest wpisany na listę National Inventory of the Cultural Property of the Maltese Islands pod numerem 00519.